# Takeda Hisashi
Takeda Hisashi (武田 寿, * 16. April 1894; † 2. August 1967) war ein Offizier des Kaiserlich Japanischen Heeres während des Zweiten Japanisch-Chinesischen Krieges und im Zweiten Weltkrieg, zuletzt im Dienstgrad eines Generalleutnant.

## Biographie
Takeda wurde 1894 in der Präfektur Nagano geboren. Absolvent der Heeresoffizierschule und der Heereshochschule. Am 11. Juni 1938 wurde er zum Kommandeur des 24. Infanterieregiments ernannt und im Juli zum Taisa (Oberst) der Infanterie befördert. Am 11. September 1939 wurde er Stabschef der 18. Division der Zentralchina-Expeditionsarmee und in den Chinesisch-Japanischen Krieg entsandt. Am 1. August 1942 wurde er zum Shōshō (Generalmajor) befördert und am 10. Dezember desselben Jahres Kommandeur der 53. Infanterie-Brigade.
Nachdem vom 29. Oktober 1943 bis zum 9. März 1945 als Kommandeur des 1. Feldbasiskorps auf den Molukken gedient hatte, wurde er dem Hauptquartier des Generalstabs zugeteilt und am 30. April desselben Jahres zum Chūjō (Generalleutnant) befördert. Vom 5. Juli bis zur Kapitulation Japans am 2. September 1945 war er Kommandeur der 355. Division in Himeji, Präfektur Hyōgo.